# فالوسيات
الفالوسيات (الاسم العلمي: Phallales) هي رتبة من الفطريات تتبع صنف الفالوستيدة من طائفة الغاريقونسيت.

## فصائل
- فالوسية